# 喬瑟夫·韓
喬瑟夫·韓（Joseph "Joe" Hahn，1977年3月15日-），艺名：Mr. Hahn，是著名乐樂團聯合公園的DJ，亦身為導演。

## 生平
韓出生在美国德克萨斯州的达拉斯市，他是第二代美籍韩裔人。韓3岁時，他們举家搬到加州格伦代尔，之後于1995年在當地的赫伯特·胡佛高中毕业。之後他就读於帕萨迪纳的艺术中心设计学院(the Art Center of College of Design)，但是未有毕业。
2005年2月15日，与凯伦·拜娜伦特（Karen Benedit）结婚，在2009年离婚。
2012年10月21日，与认识2年的华裔女友溫海玓（Heidi Woan）结婚。

## 职业生涯
韓在艺术中心设计学院(the Art Center of College of Design)学习期间认识了麥克·篠田，并加入了他的乐队Xero，也就是聯合公园的前身。
他在聯合公园中主要任职DJ、乐器数位取样编程以及聯合公园的音乐录影带导演。由于是学插画的原因，汉恩與麥克·篠田负责乐队专辑封面的大部分绘制。
他还曾为麥克·篠田的说唱组合黑暗堡垒（Fort Minor）跨刀参与其首张专辑《火线同盟》（The Rising Tied）的制作。
在2002年的葛莱美颁奖典礼上，韓凭借聯合公园的最佳硬摇滚表演奖成为第一位获得格莱美奖的美籍韩裔人士。
除了發展他的音乐事業，韓还在2005年导演过一部短电影《种子》（The Seed）。在2010年，他为EA的第一人称射击游戏《荣誉勋章》、与聯合公园合作的预告片《The Catalyst》（催化剂）的导演。在2013年，汉恩作為《Mall》的導演。

## 参与制作的音乐
- One Step Closer - Linkin Park
- Papercut - Linkin Park
- In the End - Linkin Park
- Somewhere I Belong - Linkin Park
- From the Inside - Linkin Park
- Breaking the Habit - Linkin Park
- Numb - Linkin Park
- Leave Out All the Rest - Linkin Park
- Bleed It Out - Linkin Park
- Shadow of the Day - Linkin Park
- What I've Done - Linkin Park
- New Divide - Linkin Park
- The Catalyst - Linkin Park
- Burning in the Skies - Linkin Park
- Waiting for the End - Linkin Park
- Iridescent - Linkin Park